# 군인의 딸은 울지 않는다
군인의 딸은 울지 않는다(A Soldier's Daughter Never Cries)는 영국, 프랑스, 미국에서 제작된 제임스 아이버리 감독의 1998년 영화이다. 비에르지니 르도엔 등이 주연으로 출연하였고 이스마일 머천트 등이 제작에 참여하였다.

## 출연

### 주연
- 비에르지니 르도엔
- 사무엘 그루엔

### 조연
- 바바라 허쉬
- 크리스 크리스토퍼슨
- 도미니크 블랑
- 밥 스웨임

## 제작진
- 공동제작: 폴 브래들리
- 미술: 자크 버프누아
- 미술: 팻 가너
- 의상: 캐롤 람세이